# دوغلاس بوند
دوغلاس بوند (بالإنجليزية: Douglas Bond)‏ (29 أكتوبر 1958)؛ روائي أمريكي.